# IC 2246
IC 2246 је ознака објекта на координатама са ректансцензијом 8h 16m 0,0s и деклинацијом + 23° 51" 0'. Открио га је Макс Волф, 9. јануара 1901. Каснијим посматрањима на том положају није уочен никакав астрономски објекат.